# Uromyias agraphia
Uromyias agraphia е вид птица от семейство Tyrannidae.

## Разпространение
Видът е разпространен в Перу.